# 霍羅迪謝-科西夫斯凱

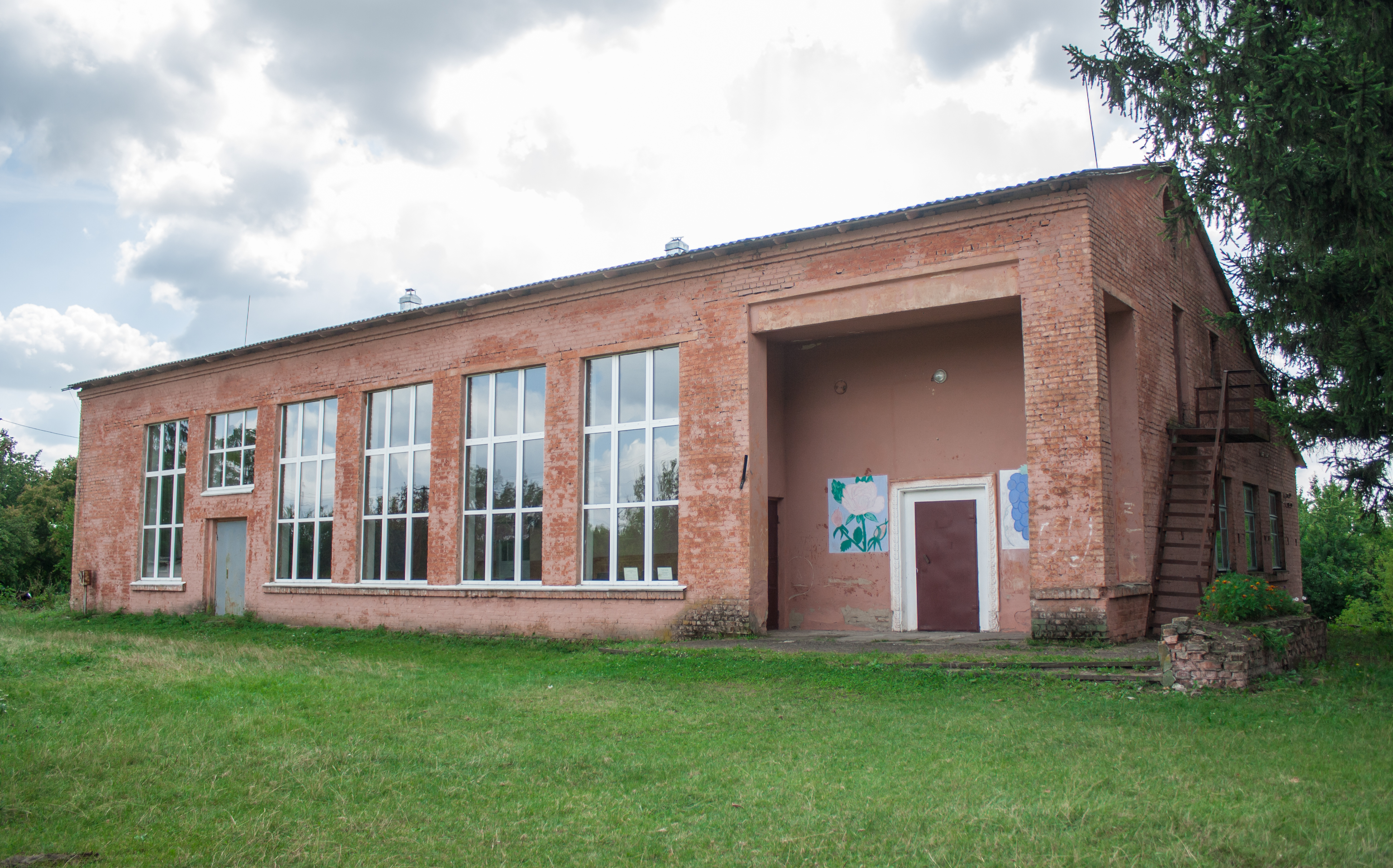
村俱乐部

49°28′30″N 29°48′26″E / 49.47500°N 29.80722°E
霍羅迪謝-科西夫斯凱（烏克蘭語：Городище-Косівське）是位於烏克蘭北部的村莊，由基辅州白采爾克瓦區的沃洛達爾卡市鎮負責管轄。該村面積1.53平方公里，2001年人口240，人口密度每平方公里143人。